# Пшовлки
Пшовлки (чеськ. Pšovlky) - село на заході Чехії, знаходиться в окресі Раковник, Середньочеський край, приблизно 10 км на захід від Раковника та 8 км на схід від Єсеніце. У ньому проживає 274 жителів.

## Назва
Назва села походить від дієслів пхати (чеськ. pcháti), штрикати/колоти (чеськ. píchat), встромляти (чеськ. zapichovati), у значенні битви. Та іменника вовк (чеськ. vlk). Таким чином, означає село людей, що полюють на вовків. 

## Історія
У 1273 році зустрічаємо першу відомість про село, коли Пшовлки згадуються як власність Тепельського монастиря. Згодом, у 1408 році, літописи Хотешовського монастиря вказують на адміністратора фортеці в селі Крженіце, яким був Бушек Дласк із Пшовлк, що також перебував тут у 1426 році. Бушек, який був молодшим сином Маркварта Дласека з Пшовлк, належав до роду, який мав герб із відрубаною головою вовка з трьома зубами на полі крові. Ймовірно, що він належав до родини Кінських, що виходила з роду Длаських.

## Місцеве самоврядування

### Територіальна інтеграція
Історія територіального розширення охоплює період з 1850 року до сьогодення. У хронологічному огляді представлено адміністративну юрисдикцію муніципалітету на кожен рік, коли відбувалися зміни.
- 1850 рік - Землі Богемської Корони - Богемське королівство, край Хеб, політичний окрес Жатець, судовий окрес Єсеніце.[3]
- 1855 рік - Землі Богемської Корони - Богемське королівство, край Жатець, судовий окрес Єсеніце.
- 1868 рік - Землі Богемської Корони - Богемське королівство, політичний окрес Подборжани, судовий окрес Єсеніце.
- 1918 рік - Чехословаччина - Богемія, політичний окрес Подборжани, судовий окрес Єсеніце.
- 1939 рік - Третій Рейх - Судетська область, округ Карлові Вари, політичний окрес Подборжани, судовий окрес Єсеніце.[4]
- 1945 рік - Чехословаччина - Богемія, окрес Подборжани, судовий окрес Єсеніце.[5]
- 1949 рік - Чехословаччина - Карловарський край, окрес Подборжани.[6]
- 1960 рік - Чехословаччина - Середньочеський край, окрес Раковник.
- 1993 рік - Чехія - Середньочеський край, окрес Раковник.

### Герб
Герб був наданий муніципалітету рішенням Президента Палати депутатів Парламенту Чеської Республіки від 8 жовтня 2001 року.

## Суспільство
У селі Пшовлки були в 1932 році зареєстровано такі підприємства та магазини:
- 2 м’ясники
- цирульник
- 3 трактири
- 2 загальні магазини
- фермер
- 2 млини
- 2 ковалі
- столяр
- майстер-тесляр

## Населення
У переписі населення у 1921 році у селі проживало 501 житель, з яких 234 були чоловіками. З цього числа 99 осіб були чехословаками, а 402 - німцями. За винятком однієї особи, яка була євангелістом, всі інші німці вважали себе римо-католиками.
У переписі населення у 1930 році в селі проживало 513 жителів, серед яких 151 був чехословаками, 360 - німцями, та 2 - іноземцями. Римо-католицька спільнота залишалася в більшості, але було також семеро євангелістів, шістнадцять членів чехословацької гуситської церкви та вісім осіб без релігійної приналежності.
| Рік             | 1869 | 1880 | 1890 | 1900 | 1910 | 1921 | 1930 | 1950 | 1961 | 1970 | 1980 | 1991 | 2001 | 2011 | 2021 |
| --------------- | ---- | ---- | ---- | ---- | ---- | ---- | ---- | ---- | ---- | ---- | ---- | ---- | ---- | ---- | ---- |
| К-сть мешканців | 389  | 435  | 439  | 444  | 464  | 501  | 513  | 311  | 317  | 282  | 267  | 238  | 246  | 308  | 266  |
| К-сть будинків  | 63   | 69   | 73   | 83   | 88   | 90   | 113  | 109  | 88   | 84   | 76   | 95   | 101  | 103  | 107  |

## Пам'ятки

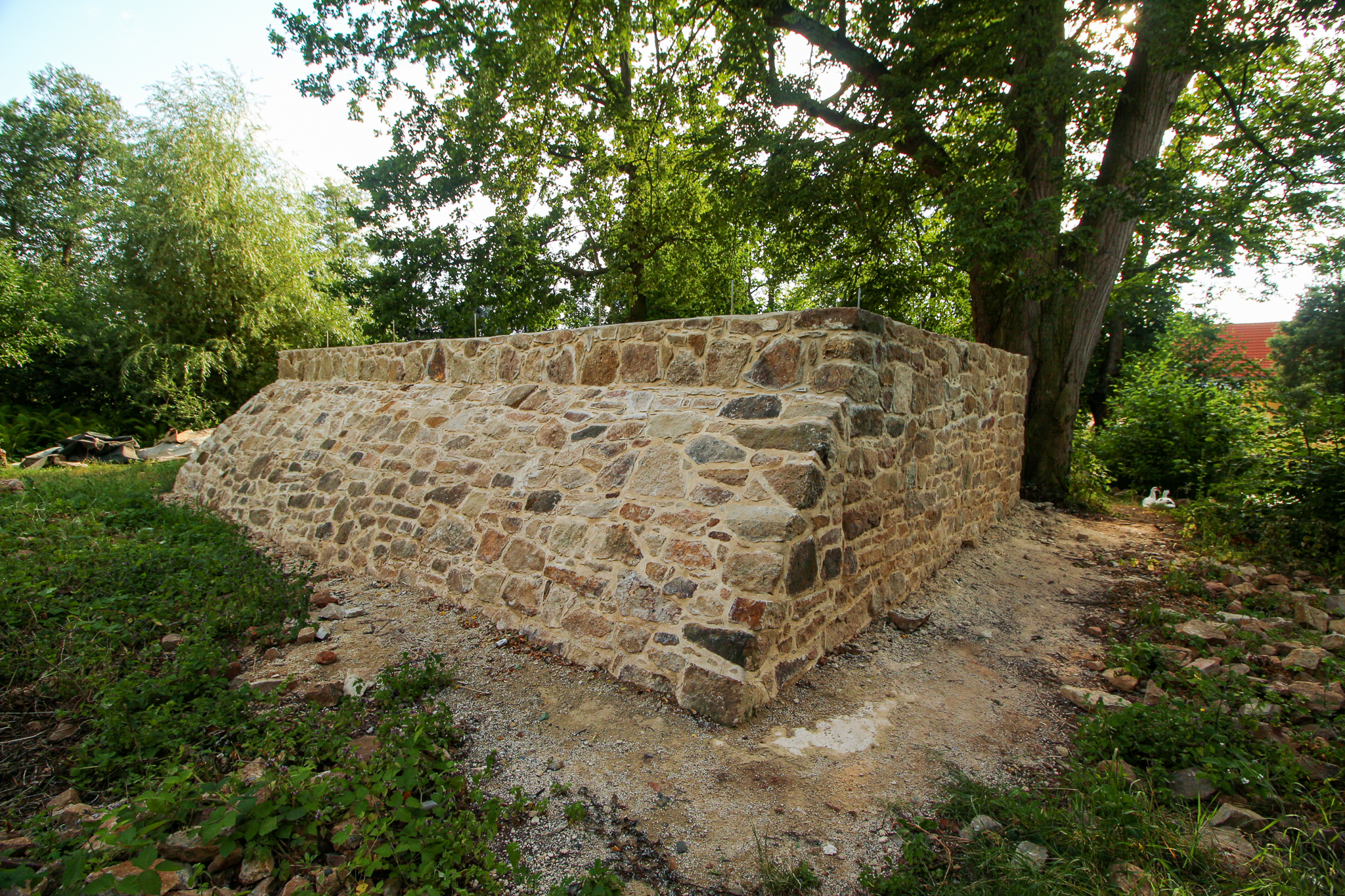
Фортеця Пшовлки

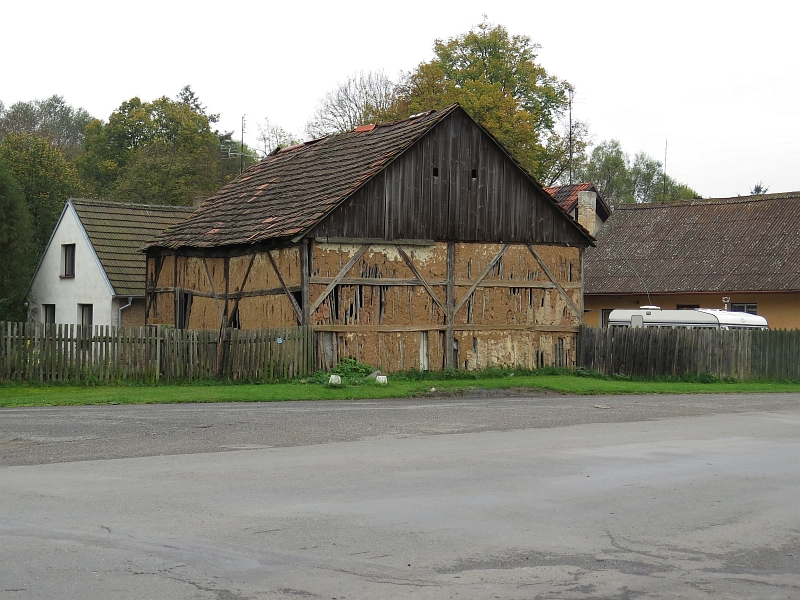
Сарай біля будинку №23

- На території сільськогосподарського двору зберіглася фортеця Пшовлки, яка була заснована в 13 столітті. Вона зникла під час Тридцятилітньої війни.[2]  З 2019 року фортеця реставрується силами місцевих жителів у співпраці з Міністерством культури, яка надала значний внесок.[12]
- Сарай біля будинку №23

## Зовнішні посилання
- Офіційна сторінка села
- Пшовлки в Реєстрі територіальної ідентифікації, адрес та нерухомості (RÚIAN)